# Галикано нел Лацио
Галика̀но нел Ла̀цио (на италиански: Gallicano nel Lazio) е градче и община в Централна Италия, провинция Рим, регион Лацио. Разположено е на 214 m надморска височина. Населението на общината е 6058 души (към 2010 г.).